# Фі-мезон
Фі-мезон (φ-мезон) – елементарна частинка, електрично нейтральний мезон з дивністю 0 та ізотопічним спіном 0, що являє собою мезонний резонанс з парним орбітальним квантовим числом. Фі-мезон складається з дивного кварка та дивного антикварка, та має масу 1019.445±0.020 МеВ/c2.
φ-мезон був відкритий в 1962 році в  Національній лабораторії імені Лоуренса в Берклі та Брукхейвенській національній лабораторії . Основний канал розпаду — на два каони; для пояснення цього факту було постульоване правило Окубо-Цвейга-Ізуки. 
Окрім найлегшого стану 
φ(1020), існують вкрай короткоживучі стани більшої маси – 
φ(1680) тощо.
| Назва частинки | Частинка | Античастинка | Кварковий склад | Маса спокою (МеВ/c2) | IG | JPC | S | C | B' | Час життя (с)            | Основні канали розпаду (> 5 % розпадів)                                                      |
| -------------- | -------- | ------------ | --------------- | -------------------- | -- | --- | - | - | -- | ------------------------ | -------------------------------------------------------------------------------------------- |
| Фі-мезон       | φ(1020)  | вона ж сама  | s s             | 1 019,445 ± 0,020    | 0– | 1−− | 0 | 0 | 0  | (1,55 ± 0,01) × 10−22[f] | {\displaystyle K^{+}K^{-}}; {\displaystyle K_{L}^{0}K_{S}^{0}}; {\displaystyle \pi \pi \pi } |

## Виноски
1. ↑  P. L. Connolly та ін. (15 квітня 1963). Existence and Properties of the ϕ Meson. Phys. Rev. Lett. 10 (8): 371—376. Процитовано 31 липня 2011. {{cite journal}}: Явне використання «та ін.» у: |author= (довідка)
2. ↑  Group, Particle Data; Zyla, P. A.; Barnett, R. M.; Beringer, J.; Dahl, O.; Dwyer, D. A.; Groom, D. E.; Lin, C.-J.; Lugovsky, K. S. (14 серпня 2020). Review of Particle Physics. Progress of Theoretical and Experimental Physics (англ.). Т. 2020, № 8. doi:10.1093/ptep/ptaa104. Процитовано 22 лютого 2021.
3. ↑  C. Amsler et al. (2008): Quark Model
4. ↑  C. Amsler et al. (2008): Particle listings – 
φ